# 水樹和佳子
水樹和佳子（日语：／ Mizuki Wakako，1953年3月22日—），日本漫畫家，1999年之前筆名為水樹和佳，後24年組之一。

## 經歷
1975年作品〈かもめたちへ〉刊登於《Ribon》出道，1978年《ぶ〜け》創刊時移籍至該雜誌。
1979年創作《樹魔》，1981年以《樹魔》的續篇《傳說》榮獲第12屆星雲賞的漫畫部門賞。2000年再度以《イティハーサ》榮獲第31屆星雲賞的同一獎項。

## 作品
水樹和佳子目前唯一正式授權中文譯本的作品是《灰色旋律》。

## 外部連結
- 水樹和佳子の公式サイト （页面存档备份，存于）